# Emileigh Rohn
Emileigh Rohn er en soloartist, der producerer elektronisk musik gennem projektet Chiasm, som er udgivet af COP International og på iTunes. Projektets navn (fra græsk χίασμα, chíasma) kommer fra betegnelsen for den sammenkrydsning af synsnerven kaldet chiasma opticum.
Hendes musik har blandt andet været benyttet til tv-serien NCIS og computerspillet Vampire: The Masquerade - Bloodlines.

## Udvalgt diskografi
- Disorder (marts 2001)
- Relapse (maj 2005)
- Reform (september 2008)
- 11:11 (oktober 2012)